# Lea (film 2015)
Lea è un film per la televisione italiano diretto da Marco Tullio Giordana. Il film rappresenta un omaggio a Lea Garofalo, testimone di giustizia assassinata dalla 'Ndrangheta il 24 novembre 2009.

## Trama
Petilia Policastro, inizio anni '80. Il giovane Floriano Garofalo entra a far parte di un'organizzazione criminale insieme all'amico Carlo Cosco. Lea, sorella minore di Floriano, inizia a frequentare Carlo con cui concepisce una figlia che chiamano Denise. Nella casa dove vanno a convivere Carlo è solito ricevere i membri del clan e approfittarsi di gente bisognosa; Lea ne è molto infastidita e confessa a Floriano di volerlo lasciare, ma il fratello le dice di non farlo perché è un suo compare e non vuole casini. Il clima si fa sempre più pesante, fino a che nel 1995 Carlo viene arrestato per spaccio. Per il bene della piccola Denise, Lea decide di troncare la relazione e di trasferirsi insieme alla figlia a Bergamo.
Un giorno, mentre lavora in un bar, Lea incontra un compare di Carlo, che le dice che questi vorrebbe rivedere Denise; ma Lea rifiuta fermamente e caccia l'uomo. Quella stessa sera l'automobile di Lea viene data alle fiamme, e quando parla dell'accaduto con Floriano lui, pur apprezzando l'intelligenza e la tenacia della sorella, le suggerisce di assecondare Carlo per non complicare le cose. Invece, Lea decide di recarsi dai carabinieri e viene affidata al programma protezione testimoni.
Nel 2004, dopo aver risieduto a Fabriano, Lea viene trasferita a Minervino Murge dopo aver rischiato di essere rintracciata da due compari di Carlo il quale nel frattempo ha finito di scontare la propria pena ed è stato scarcerato. Il 9 giugno 2005, Floriano viene assassinato nell'officina dove lavora. La commissione decide di revocare a Lea il programma di protezione poiché la sua collaborazione non ha dato risultati; Lea ribadisce con fermezza di non essere una collaboratrice ma una testimone, manifestando disappunto per il fatto che i criminali sono ancora a piede libero. Lea torna a casa da sua madre Santina. Un giorno viene a trovarle Carlo, il quale si dichiara estraneo all'omicidio di Floriano e afferma di voler ristabilire con loro un rapporto; nonostante i dubbi, Lea accetta la sua richiesta trasferendosi con lui a Campobasso.
Dopo che un uomo, fintosi idraulico, tenta di rapire Lea (difesa da Denise, che riesce a mettere in fuga l'uomo e i suoi complici), la commissione pensa di reinserire Lea nel programma di protezione. Le due fanno ritorno a Petilia Policastro e Lea, convinta della buona fede di Carlo almeno nei riguardi della figlia, cerca di convincere Denise a chiamarlo nonostante la sua riluttanza. Nell'autunno 2009, Lea assiste a un incontro di Libera. Associazioni, nomi e numeri contro le mafie presieduto da Don Luigi Ciotti presso l'Università degli Studi di Bari Aldo Moro, al termine del quale gli chiede aiuto; Don Luigi la mette quindi in contatto con l'avvocatessa Enza Rando.
Milano, 24 novembre 2009. Mentre Denise si trova da zia Renata (cognata del padre), Carlo chiede a Lea di salire in macchina; successivamente l'uomo va a prendere la figlia, dicendole che sua madre è andata a fare una passeggiata da sola. Denise, intuita la bugia, dopo aver cercato inutilmente la madre obbliga il padre a portarla dai carabinieri per denunciarne la scomparsa. Dato che per il momento non ci sono i requisiti per separarla dal padre, a Denise viene chiesto di fare come se niente fosse mettendo sotto controllo Carlo e la sua famiglia così che prima o poi, non sospettando di niente, qualcuno faccia un passo falso.
Denise diventa maggiorenne, e Carlo cerca di ricucire il rapporto con la figlia, che sembra credere alle sue parole. Massimo Sabatino (l'uomo che in cambio di denaro aveva tentato di sequestrare Lea fingendosi idraulico, del quale sono state trovare le impronte sulla lavatrice) viene interrogato e in seguito intercettato durante una sua conversazione col compagno di cella. Denise ritrova la serenità grazie al fidanzato Carmine Venturino, ma durante una passeggiata il ragazzo viene arrestato dai carabinieri; il maggiore Carparelli rivela alla ragazza che Carmine è l'ultimo arrestato delle persone implicate nella scomparsa di Lea, e che Carlo è stato il primo ad essere arrestato.
Torino, febbraio 2010. Denise incontra l'avvocatessa Enza Rando, che decide di ospitarla a casa sua finché un magistrato la collocherà presso un luogo più sicuro. Enza l'avverte che il processo non sarà affatto facile e che la difesa degli imputati cercherà in ogni modo di screditarla, ma la giovane si mostra decisa.
Nell'autunno 2011, presso il Palazzo di Giustizia di Milano, inizia il processo contro gli imputati. Dopo essere stato curato a seguito di un tentato suicidio in cella, Carmine chiede di parlare con la giudice. Le sue dichiarazioni consentono di rinvenire i pochi resti del corpo di Lea, che è stato bruciato, fatto a pezzi e infine sbriciolato con una pietra. Alla seconda udienza, Carlo si assume tutte la responsabilità dell'omicidio di Lea, dichiara di aver pensato di ucciderla da tempo e che ha chiesto aiuto per farla sparire; chiede perdono a Denise, la quale si rifiuta di concederglielo. Carlo ammette di essere il mandante del tentato sequestro a Campobasso, sostenendo che in realtà la voleva «solo picchiata un po', per dare una lezione».
Carmine confessa di aver aiutato a fare a pezzi, bruciare e far scomparire il cadavere; specifica che Giuseppe, fratello di Carlo, non ha partecipato, mentre gli altri erano tutti quanti d'accordo; inoltre dichiara che Carlo aveva deciso di uccidere Lea perché, abbandonando il compagno in carcere e collaborando con la giustizia, porta una macchia d'onore al fratello Floriano il quale, secondo le regole della 'Ndrangheta, aveva l'obbligo di ucciderla; Floriano però si rifiutò, le bruciò la macchina per avvertirla e farla scappare, ed è stato allora che le famiglie diedero il benestare per uccidere Lea e Floriano, il quale non fece ciò che gli era stato imposto. Carmine confessa che, pur non essendo affiliato e non avendo legami, spacciava per loro, e quando gli chiesero di partecipare si sentì obbligato a partecipare; successivamente si fidanzò con Denise, pentendosi delle sue azioni già molto prima di essere arrestato, ma non se la sentì di rivelarle la verità.
La Corte d'assise dichiara Carlo Cosco, Vito Cosco, Rosario Curcio, Carmine Venturino e Massimo Sabatino colpevoli dei reati loro ascritti, condannandoli alla pena dell'ergastolo; Giuseppe Cosco viene assolto per non aver commesso il fatto. Gli imputati vengono condannati anche al pagamento delle spese processuali e interdetti in perpetuo dai pubblici uffici, nonché decaduti dalla potestà genitoriale.
Denise ottiene per sua madre un giusto funerale a Milano, con tutti gli onori.
(Monologo finale di Denise al funerale della madre Lea.)

## Distribuzione
Trasmesso in prima visione su Rai 1 il 18 novembre 2015, il film è stato inoltre presentato in anteprima l'11 novembre 2015 al Roma Fiction Fest.
Il film è stato reso disponibile sulla piattaforma streaming RaiPlay il 22 novembre 2019 in occasione del decimo anniversario della morte di Lea e della giornata internazionale per l'eliminazione della violenza contro le donne.

## Riconoscimenti
- Roma Fiction Fest
  - 2016 – Menzione speciale a Mauro Casiraghi e Monica Zapelli[6]